# Брейгель, Питер (Старший)
Пи́тер Бре́йгель Ста́рший, известный также под прозвищем «Мужицкий» (нидерл. Pieter Bruegel de Oude [ˈpitər ˈbrøːɣəl]; ок. 1525, Бреда, Брабант — 9 сентября 1569, Брюссель),— нидерландский живописец и рисовальщик, самый известный и значительный из носивших эту фамилию художников эпохи Северного Возрождения. Мастер пейзажа и картин бытового жанра. Питер Брейгель Старший является основателем «крестьянского жанра», он создал многочисленные аллегорические композиции, связанные с народными пословицами и гуманистической культурой своего времени. Отец художников Питера Брейгеля Младшего («Адского») и Яна Брейгеля Старшего («Райского»).

## Биография

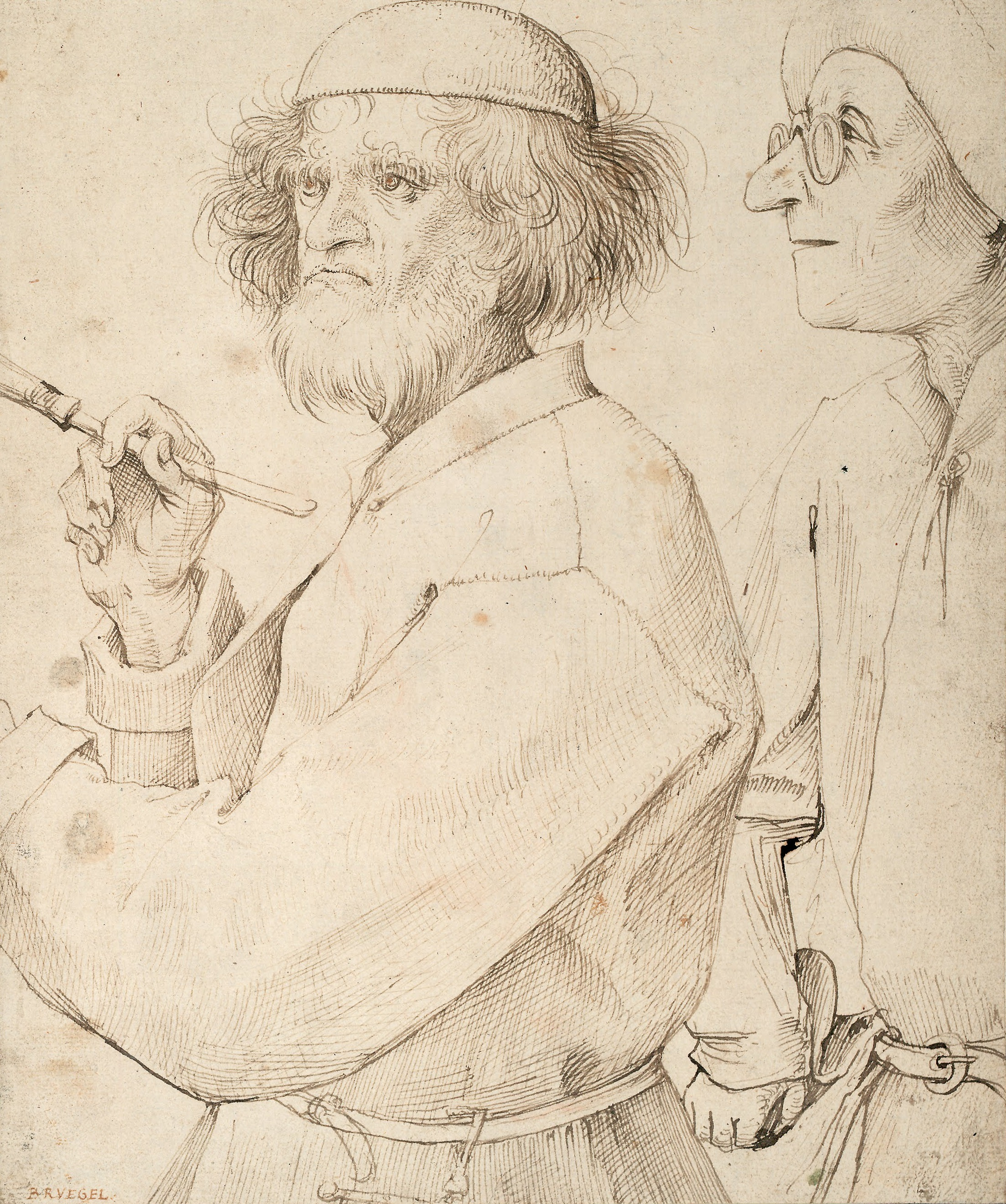
Художник и знаток. Ок. 1566. Бумага, карандаш, перо, чернила. Галерея Альбертина, Вена

Питер Брейгель родился предположительно между 1525 и 1530 годом, точная дата рождения неизвестна. Местом рождения чаще всего называется город Бреда или расположенная поблизости деревушка Брёгел, это название художник передал своему роду. Вначале фамилия писалась как Brueghel (это написание сохранилось у фамилий детей), однако с 1559 года Питер начал подписывать свои картины Bruegel.
Творческий путь Питер Брейгель начинал как рисовальщик, к середине 1540-х годов он оказался в Антверпене, где обучался в мастерской у Питера Кука ван Альста, придворного художника императора Карла V. В мастерской ван Альста работал до смерти учителя в 1550 году. В 1551 году Питер был принят в антверпенскую Гильдию живописцев Святого Луки и поступил в мастерскую к Иерониму Коку, знаменитому гравёру и издателю. В мастерской И. Кока он увидел гравюры с картин Иеронима Босха, которые произвели на Брейгеля такое впечатление, что он создал собственные вариации на темы композиций выдающегося художника.
В 1552—1553 годах по предложению Иеронима Кока Брейгель совершил путешествие во Францию, Италию, Швейцарию, чтобы сделать серию рисунков итальянских пейзажей, предназначенных для воспроизведения в гравюрах. Он был впечатлён античными памятниками Рима и шедеврами искусства Возрождения, морскими стихиями и живописными гаванями Средиземноморья. Предположительно, в Риме Питер Брейгель работал вместе с миниатюристом Джулио Кловио, имевшим связи в аристократических кругах и содействовавшим Брейгелю в его путешествиях.
В 1556 году Брейгель работал в Антверпене для издательского дома И. Кока «На четырёх ветрах» (Aux Quatre Vents). По рисункам Брейгеля здесь были изготовлены гравюры серий «Большие рыбы поедают малых» и «Осёл в школе» в технике офорта с доработкой резцом по меди. Желая угодить вкусам богатых заказчиков, Кок не гнушался ставить фальшивые подписи на гравюрах. Так, гравюра «Большие рыбы поедают малых» была продана с подписью Босха. В 1557 году Питер Брейгель создал серию рисунков для гравюр «Семь смертных грехов» (De zeven ondeugden).
В 1563 году он женился на дочери Кука ван Альста Марии (Майкен) и переселился в Брюссель, где жила мать жены, художница Майкен Верхюлст. У четы Брейгелей родились двое сыновей — Питер и Ян, и дочь Мария.
Брейгелю было около сорока, когда армия испанского герцога Альбы вошла в Брюссель с приказом уничтожить еретиков в Нидерландах. В течение последующих лет Альба приговорил к смерти несколько тысяч нидерландцев. Последние годы жизни художника прошли в атмосфере террора, насаждаемого испанским наместником. Об одной из последних работ Брейгеля — «Сорока на виселице» (1568, Музей земли Гессен) — нидерландский живописец и историограф Карел ван Мандер написал, что «он завещал жене картину с сорокой на виселице. Сорока означает сплетников, которых он хотел бы увидеть повешенными». Виселицы ассоциировались с испанским правлением, когда власти начали приговаривать протестантов к позорной смерти через повешение, а сам террор Альбы держался почти исключительно на доносах. Картина «Избиение младенцев» содержит изображение зловещего человека в чёрном, наблюдающего за исполнением приказа царя Ирода; сходство этого персонажа с Альбой намекает на сравнение короля Филиппа II с царём Иродом.
Ван Мандер сообщает также о последней, не дошедшей до нашего времени картине Брейгеля «Торжество правды», которую он называет лучшей в творчестве художника. Брейгель скончался 9 сентября 1569 года в Брюсселе. Похоронен в брюссельской церкви Нотр-Дам-де-ла-Шапель. Там же похоронена его жена, скончавшаяся в 1578 году. Место их упокоения венчает памятная доска с эпитафией, установленная сыном — Яном Брейгелем Старшим.

## Творчество
Насколько известно, Брейгель не писал заказных портретов и обнажённую натуру. Из портретов, приписываемых Брейгелю, только один несомненно принадлежит ему — «Портрет старой женщины» (1564, Старая пинакотека).
В 1564 году художник написал картину «Поклонение волхвов», в 1565 году — цикл из шести картин «Времена года» (или «Двенадцать месяцев»), одна из которых в настоящее время утрачена. В позднесредневековых иллюстрированных молитвенниках религиозным текстам часто предшествовал календарь (менологий), где на каждый месяц приходилось по страничке с миниатюрой. Времена года были представлены изображениями характерных хозяйственных работ, свойственных тому или иному месяцу. Но у Брейгеля в смене времён года основную роль играет природа, а люди, так же, как и леса, горы, вода, животные, становятся лишь частью необозримого ландшафта. Все картины цикла — «Возвращение стад. Осень», «Охотники на снегу. Зима», «Сенокос», «Жатва. Лето» и «Сумрачный день. Весна» — одинакового формата и, вероятно, выполнены для одного заказчика. Карел ван Мандер называет им богатого антверпенского купца Николаса Йонгелинка, который позже, срочно нуждаясь в крупной сумме денег, отдал все картины в залог, но так их и не выкупил. В. Г. Власов писал, что несмотря на итальянские впечатления, искусство Брейгеля осталось самобытным и уникальным:

 «Брейгель любил несколько утрированно изображать характерные, коренастые фигуры фламандских крестьян, за что и был прозван „Мужицким“. Он — философ в живописи, скептический, ироничный, часто трагичный. Своими странными композициями, всегда имеющими философский подтекст, Брейгель как бы восстановил прямую связь с традицией средневекового мистицизма, так ярко проявившейся в творчестве И. Босха и утраченной современными ему художниками-романистами. Характерно, что даже из своих впечатлений о поездке в Италию он вынес не пейзажи римской Кампаньи, а виды альпийских горных хребтов, преображённые в рисунках в космическую, библейскую картину мира. Во многих картинах Брейгеля настойчиво повторяются точка зрения с высокого горизонта и подчёркивание сферичности земного пространства… Художники-романтики конца XVIII — начала XIX века были убеждены, что „нагромождение сверхъестественных гротескных образов“ в картинах Брейгеля объясняется особой „сатанинской благодатью“, которой он был якобы наделён, и связывали его творчество с процессами о колдунах и ведьмах. Горький философский стоицизм, мизантропия, а порой и злобная ирония по отношению к окружающему миру, пронизывающие всё творчество художника, дали основание М. Дворжаку и О. Бенешу считать искусство Брейгеля Старшего не „Возрождением“ в обычном смысле этого термина, в „Возрождением Средневековья“, не апогеем Северного Возрождения, а его закатом»
По замечаниям К. ван Мандера, первого биографа Брейгеля, «едва ли можно было смотреть на некоторые картины Брейгеля без смеха, или хотя бы без улыбки… и поэтому он был назван Брейгель-шутник… Он любил смешиваться с толпой крестьян в национальных костюмах на свадьбах и кермессах и пугать друзей и учеников дьявольскими мистификациями». О. Бенеш добавлял: «Ван Мандер был прав, говоря, что Брейгель время от времени работал в манере Босха, хотя был далёк от того, чтобы подражать ему»; в то же время «контраст между искусством Брейгеля и современной ему художественной жизнью был великой загадкой для историков искусства. Брейгель казался настолько отчуждённым от своей эпохи, что вставал вопрос об источниках его искусства…».
Более тридцати из приблизительно сорока пяти картин Брейгеля (или приписываемых ему) посвящено изображению природы, деревни и её жителей. Главными героями его работ стали простые крестьяне и ремесленники: на своих рисунках он зачастую вообще скрывает лица. Но многие поздние работы свидетельствуют о растущем интересе художника к индивидуальности персонажей. Художник начинает писать крупные фигуры людей, по отношению к которым окружение играет подчинённую роль. К таким картинам относятся «Притча о слепых», «Разоритель гнёзд» (другое название — «Крестьянин и разоритель гнёзд»), «Калеки» и «Мизантроп». При этом очевидно, что «искусство Брейгеля вовсе не было создано для крестьян, оно было искусством для образованных знатоков из высших классов. Брейгель никогда не писал картин для церквей или общественных зданий; его картины висели в домах коллекционеров. Для широких масс предназначались только гравюры».
Брейгель был выдающимся мыслителем своего времени, «он был связан с передовыми умами, среди которых религиозный философ Корнхерт, издатель Плантен и географ Ортелиус… Он был, вероятно, одним из тех мыслящих и вдумчивых людей, кто держался в стороне от великой жизненной суеты и имел о ней собственное суждение».
Из живописного наследия Брейгеля только сорок пять картин имеют доказанное авторство Брейгеля. Сорок три картины хранятся в музейных коллекциях двенадцати стран: Австрии, Бельгии, Великобритании, Венгрии, Германии, Испании, Италии, Нидерландов, США, Франции, Чехии и Швейцарии; наиболее представительные собрания — в Музее истории искусства в Вене (12) и в Королевских музеях изящных искусств в Брюсселе.
Подражателем Брейгеля в живописи и рисунке был фламандский художник Мартен ван Клеве Старший.

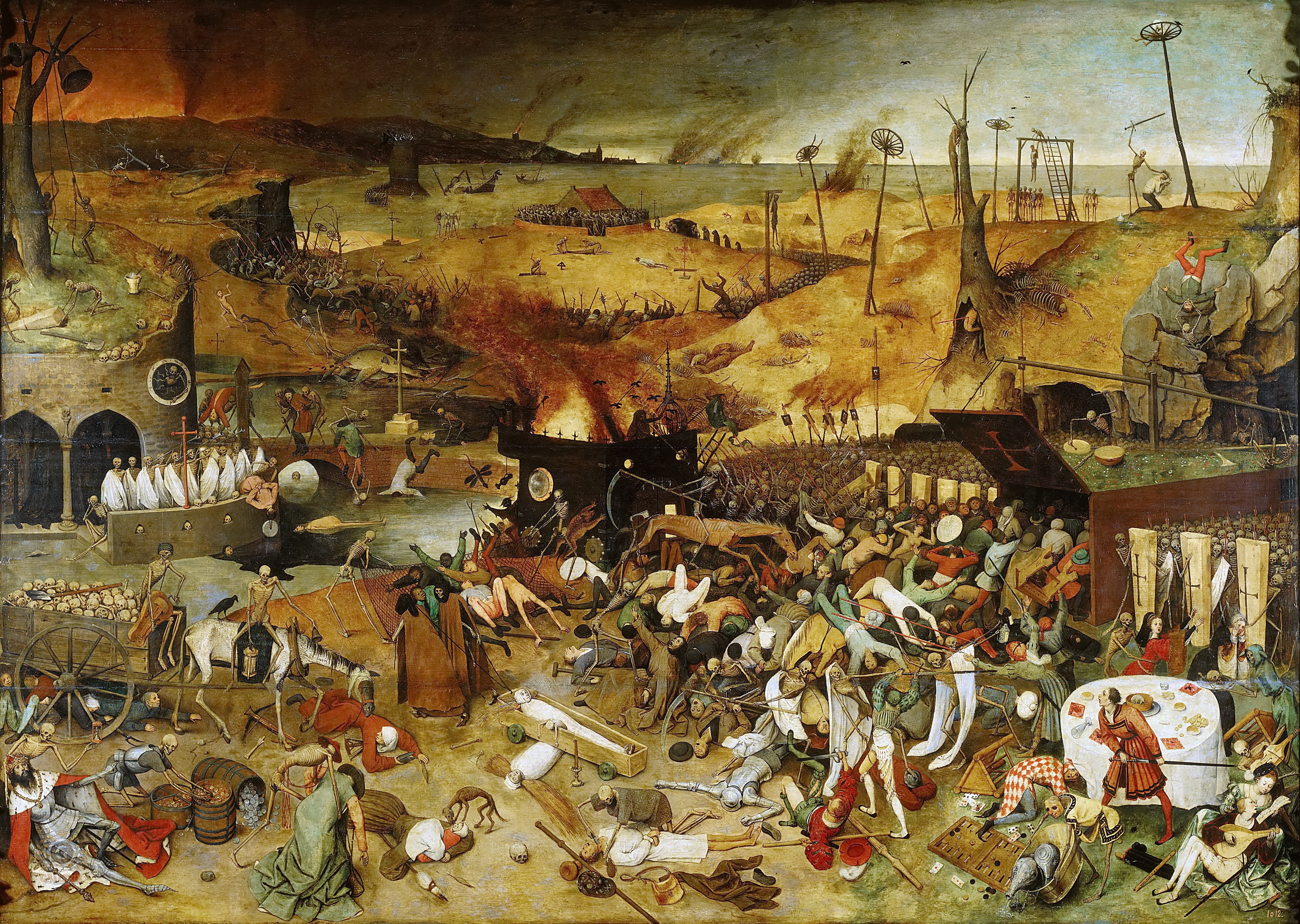
Триумф смерти. Ок. 1562. Дерево, масло. Прадо, Мадрид
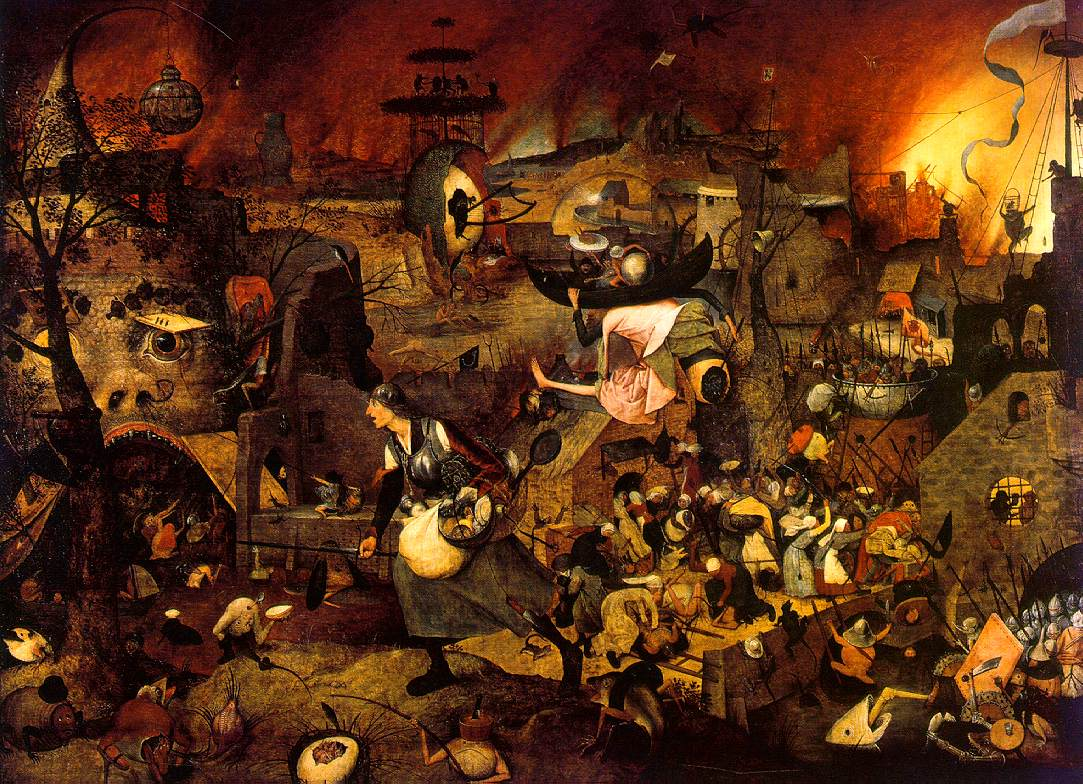
Безумная Грета. Ок. 1562. Дерево, масло. Музей Майера ван ден Берга, Антверпен
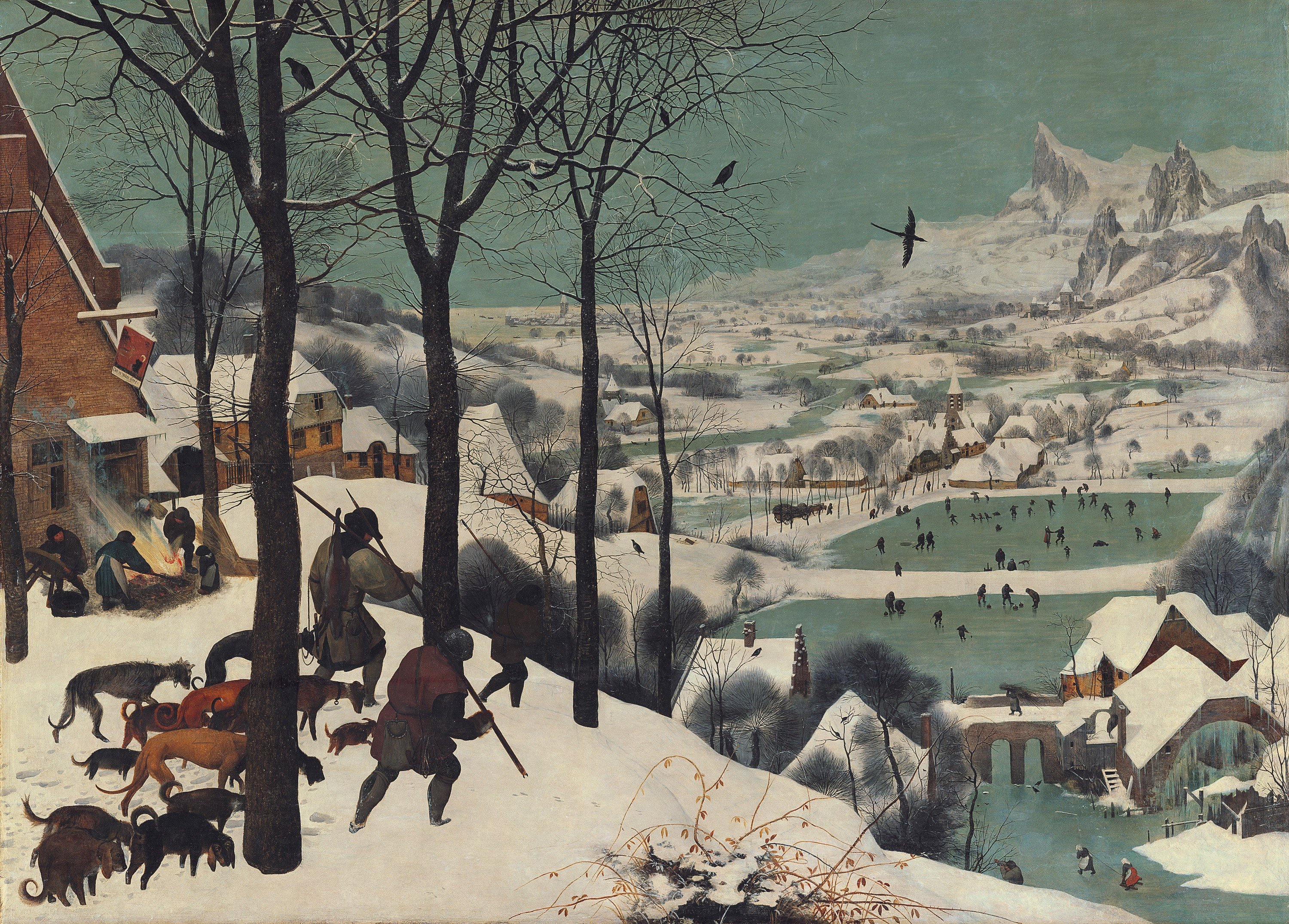
Охотники на снегу. 1565. Дерево, масло. Музей истории искусств, Вена
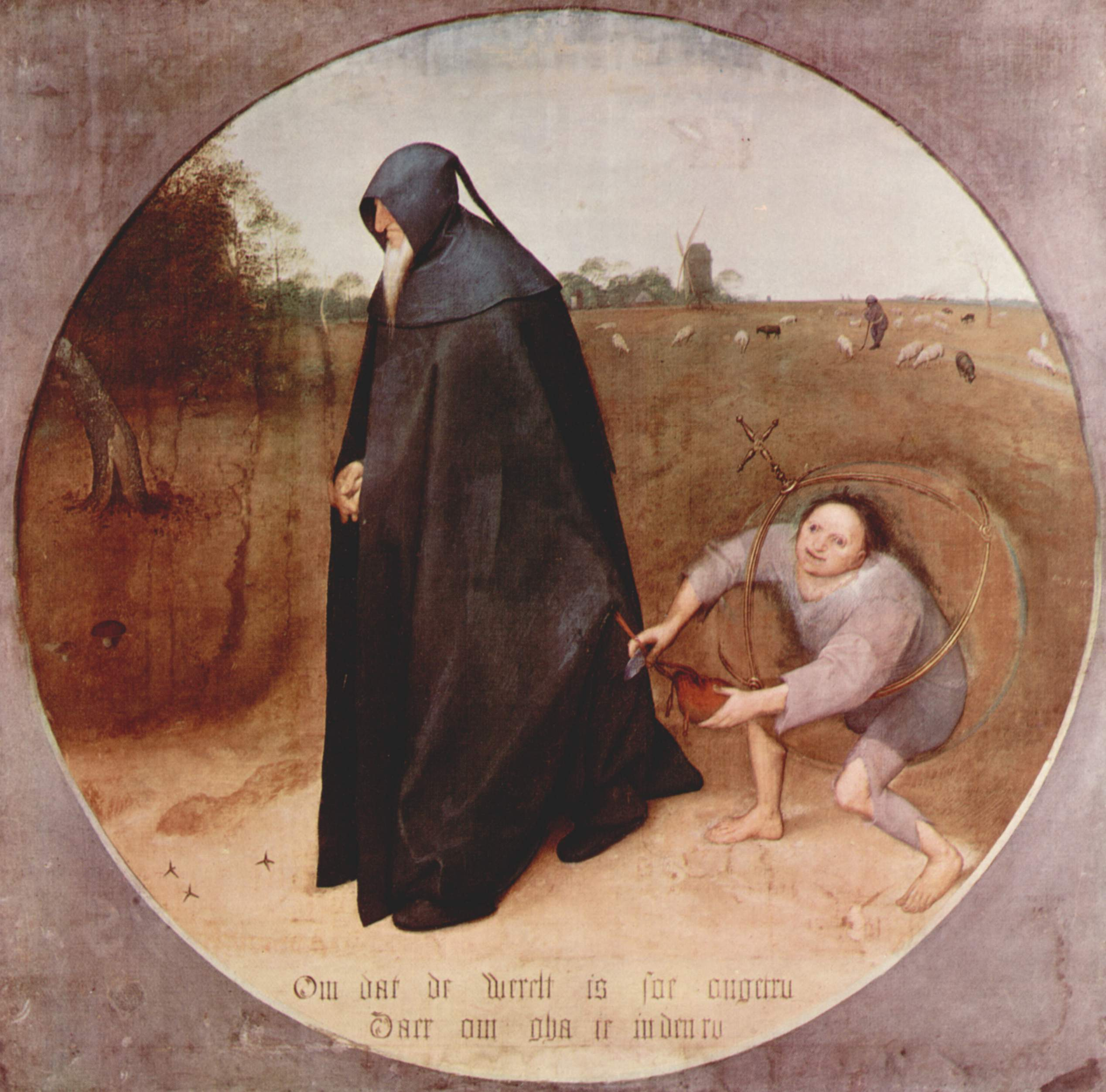
Мизантроп. 1568. Холст, темпера. Галерея Каподимонте, Неаполь
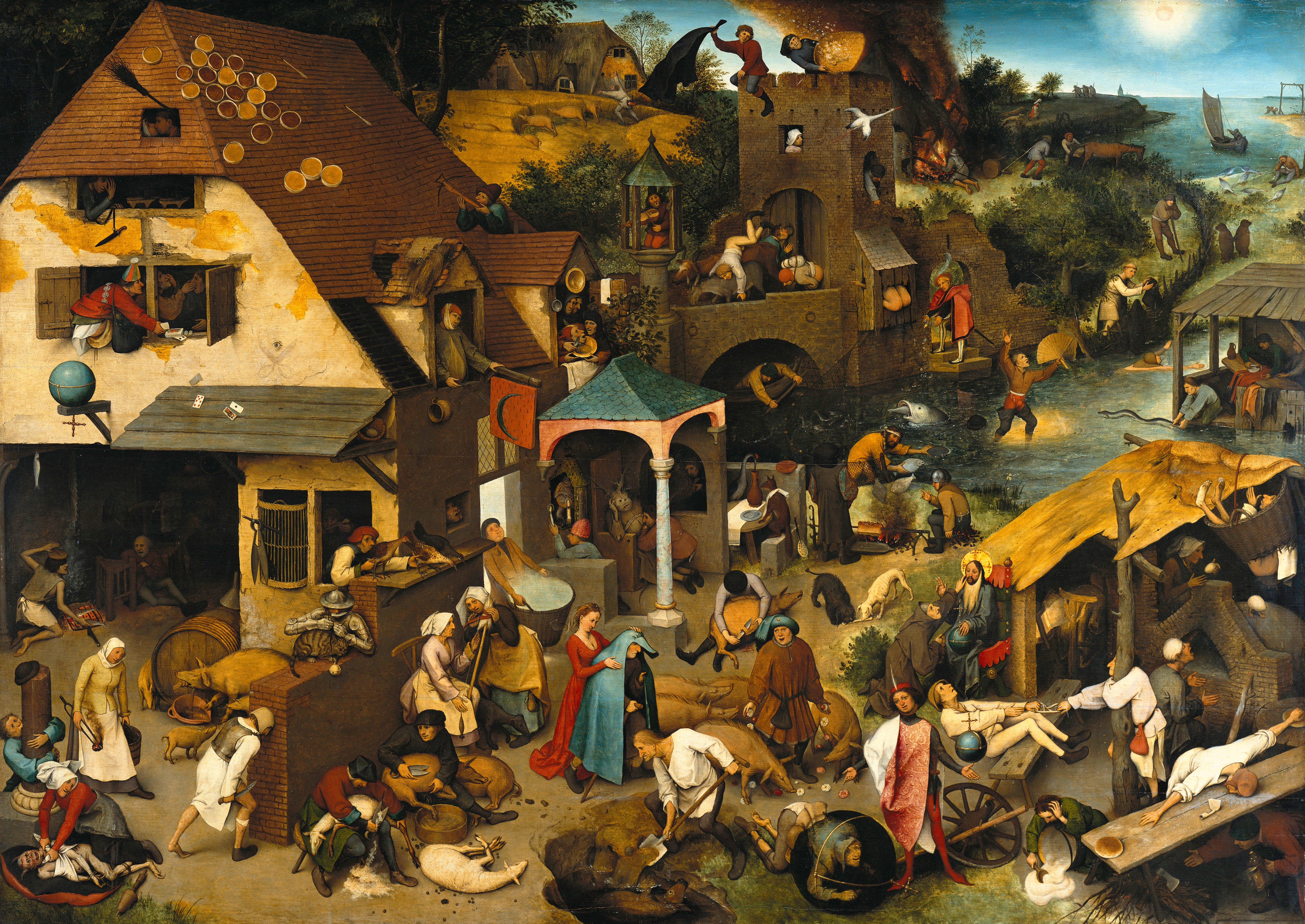
Нидерландские пословицы. 1551. Дерево, масло. Берлинская картинная галерея
Вавилонская башня. 1563. Дерево, масло. Музей истории искусств, Вена
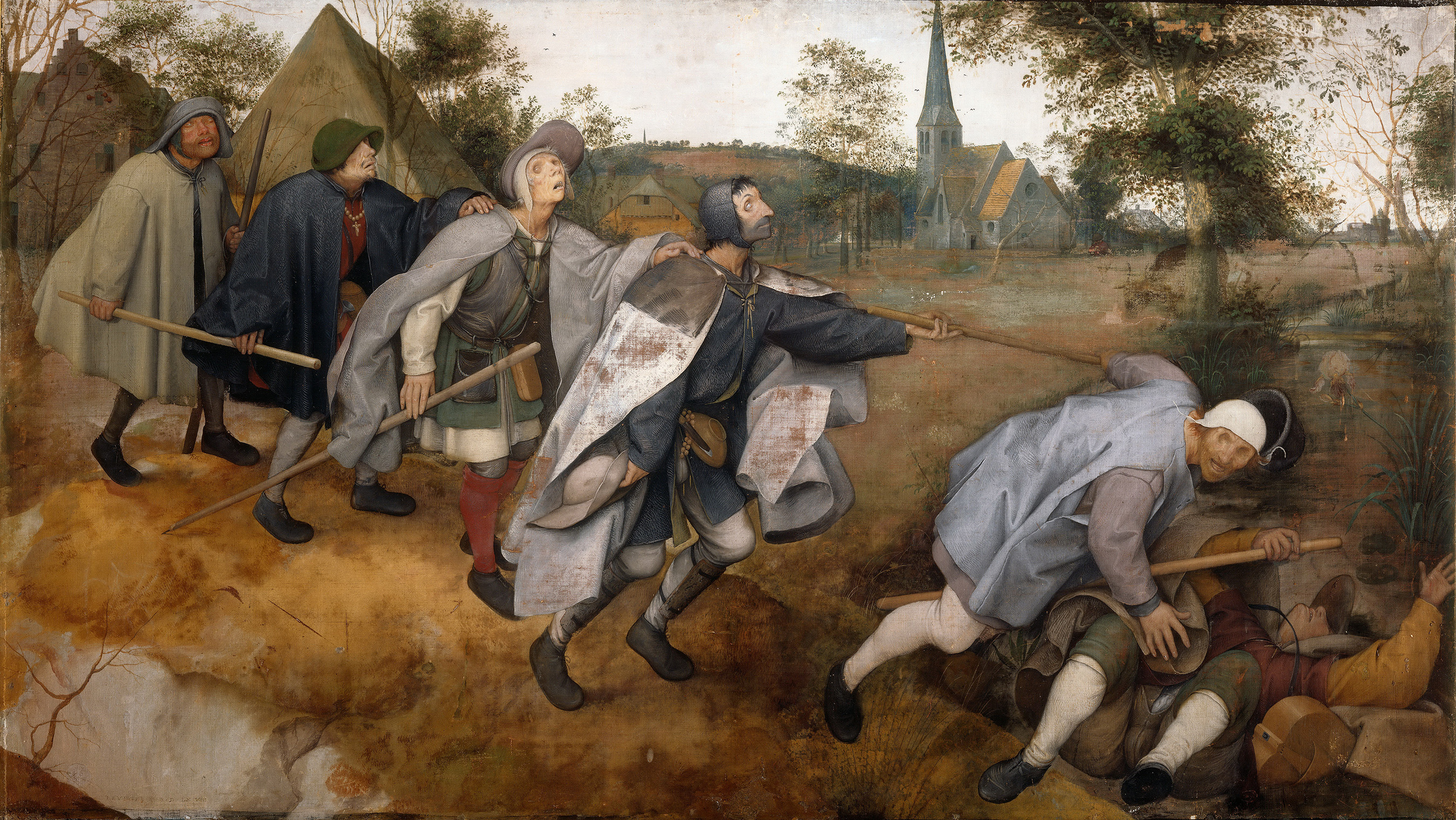
Притча о слепых. 1568. Холст, темпера. Галерея Каподимонте, Неаполь
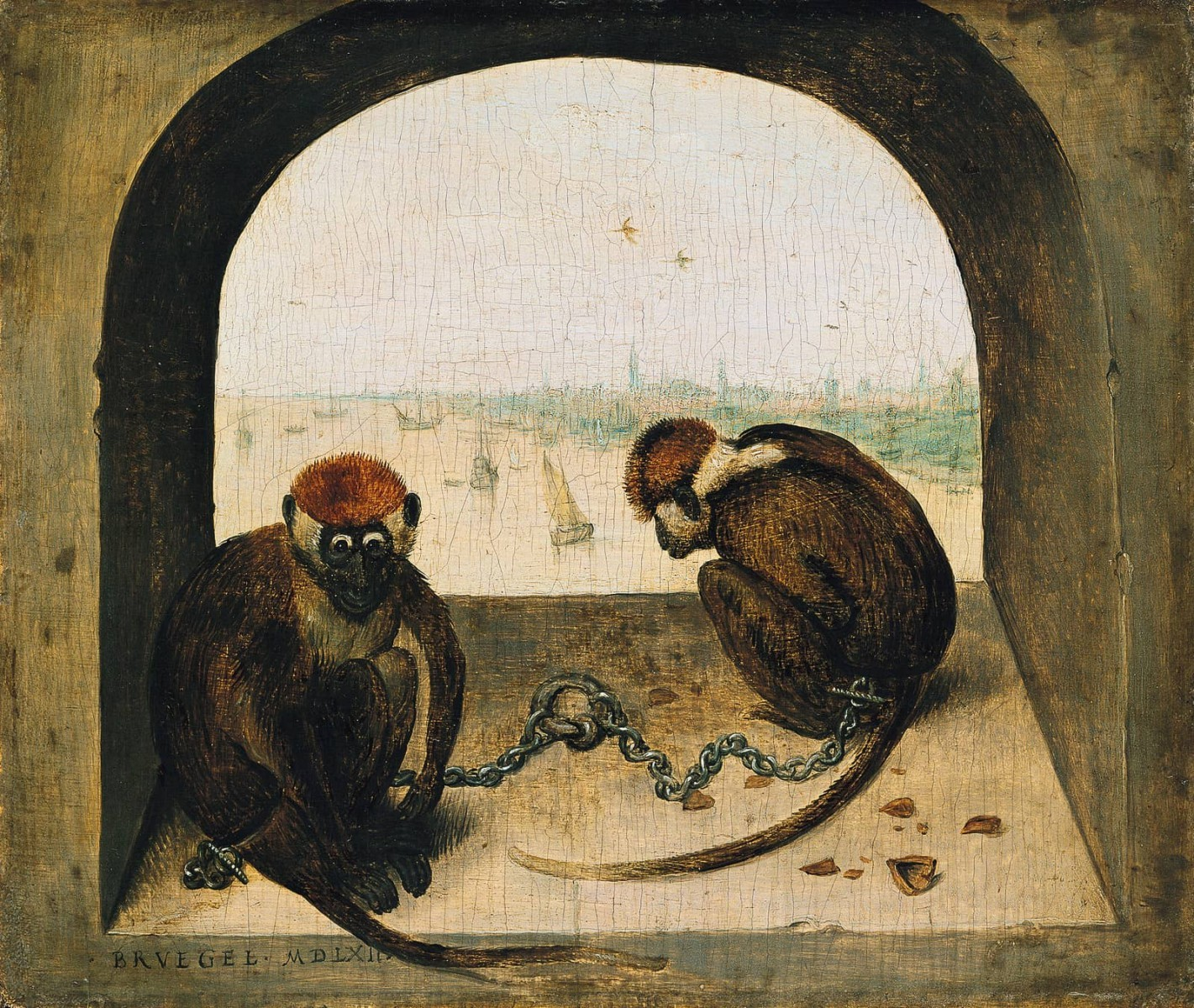
Две обезьяны на цепи. 1562. Государственные музеи Берлина
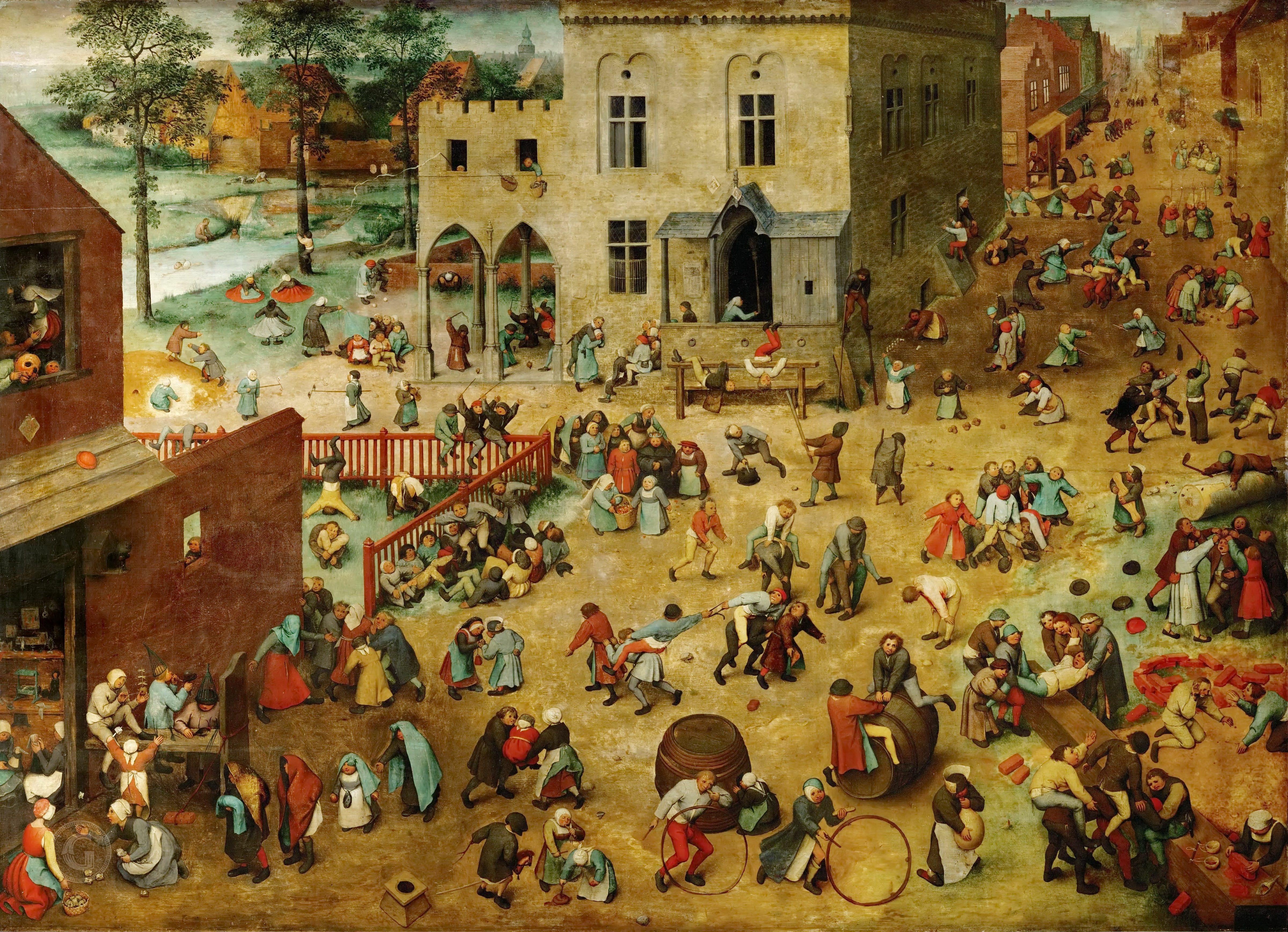
Игры детей. 1560. Музей истории искусств, Вена
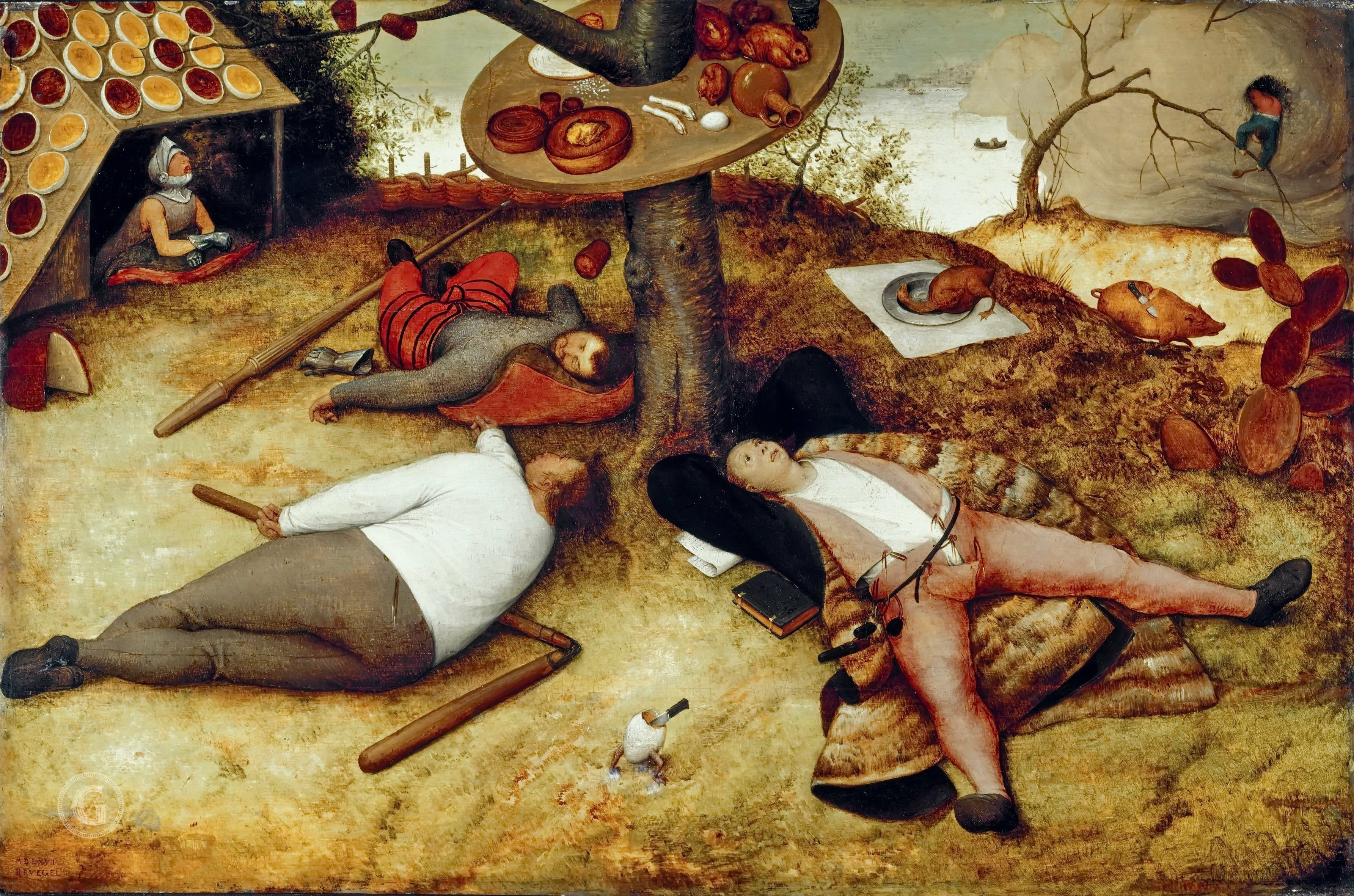
Страна лентяев. 1567. Старая пинакотека, Мюнхен.
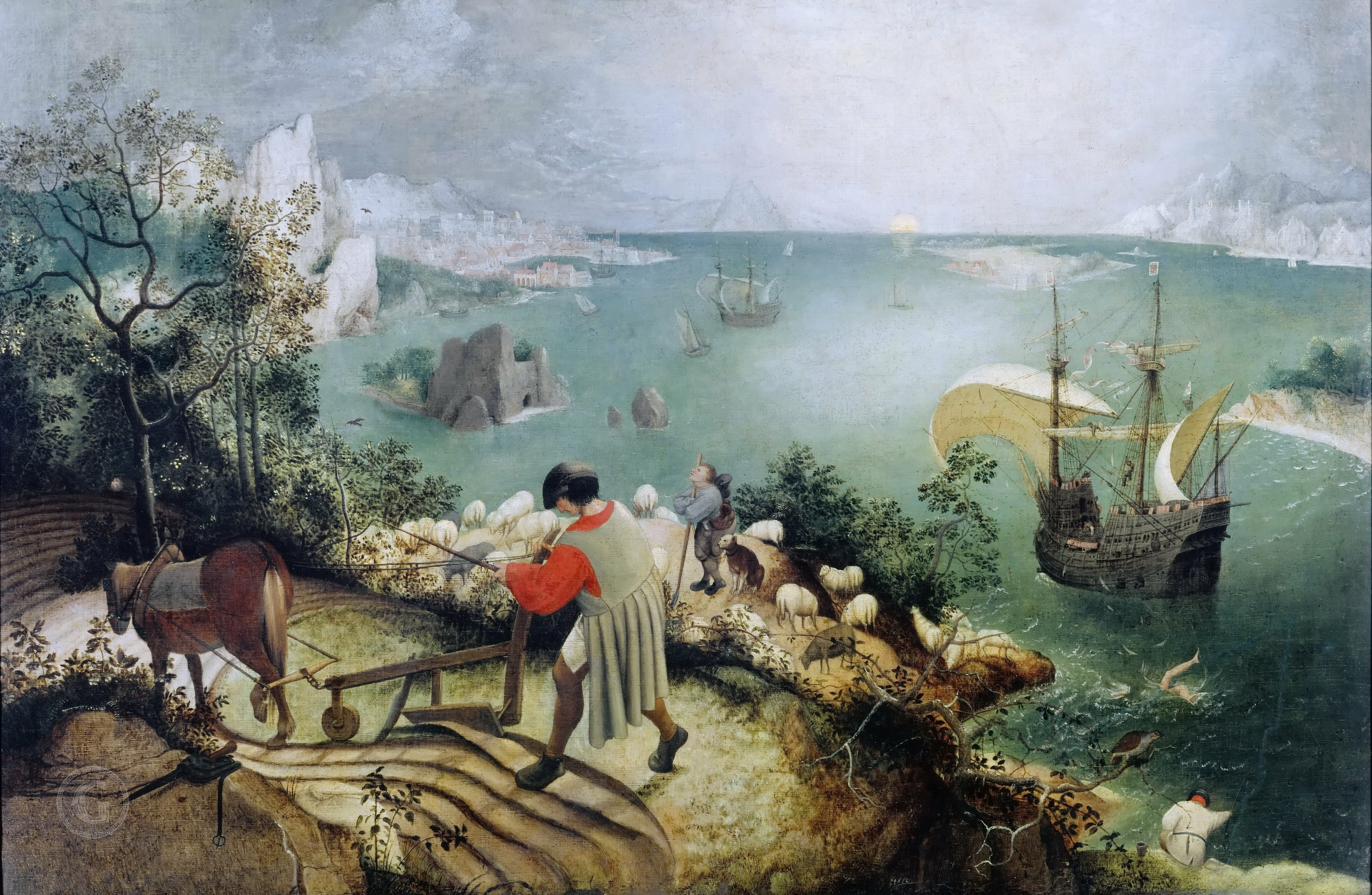
Падение Икара. 1560. Королевские музеи изящных искусств, Брюссель

## Рисунки и гравюры по рисункам Питера Брейгеля. Альпийские пейзажи
Как было подмечено О. Бенешем, именно рисунки Брейгеля и созданные по ним гравюры были предназначены для рынка и широкого распространения в народе. В этой огромной работе покровителем художника был гравёр и издатель Иероним Кок. По «крестьянским рисункам» Брейгеля с их мощной пластикой мастера-гравёры выполняли множество гравюр, обычно в технике офорта с доработкой резцом. Эту работу выполняли П. ван дер Хейден, Ф. Хёйс, Ф. Галле, К. Я. Висхер, братья Дутекюм и другие.
Во время путешествия в Италию в 1552—1554 годах Брейгель дважды пересёк Альпы и создал около пятидесяти рисунков с изображениями гор, долин, диких скал и затерянных среди них городков. В «альпийских пейзажах» и многих философских картинах Брейгель намеренно избирал высокую точку зрения, он как бы «смотрел на арену человеческой жизни с дозорной башни». В альпийских рисунках Брейгель отражал не столько конкретные виды, сколько преображал их в некую космическую картину мира со сферической перспективой, подчёркивая кривизну земной поверхности, и бесконечным пространством.

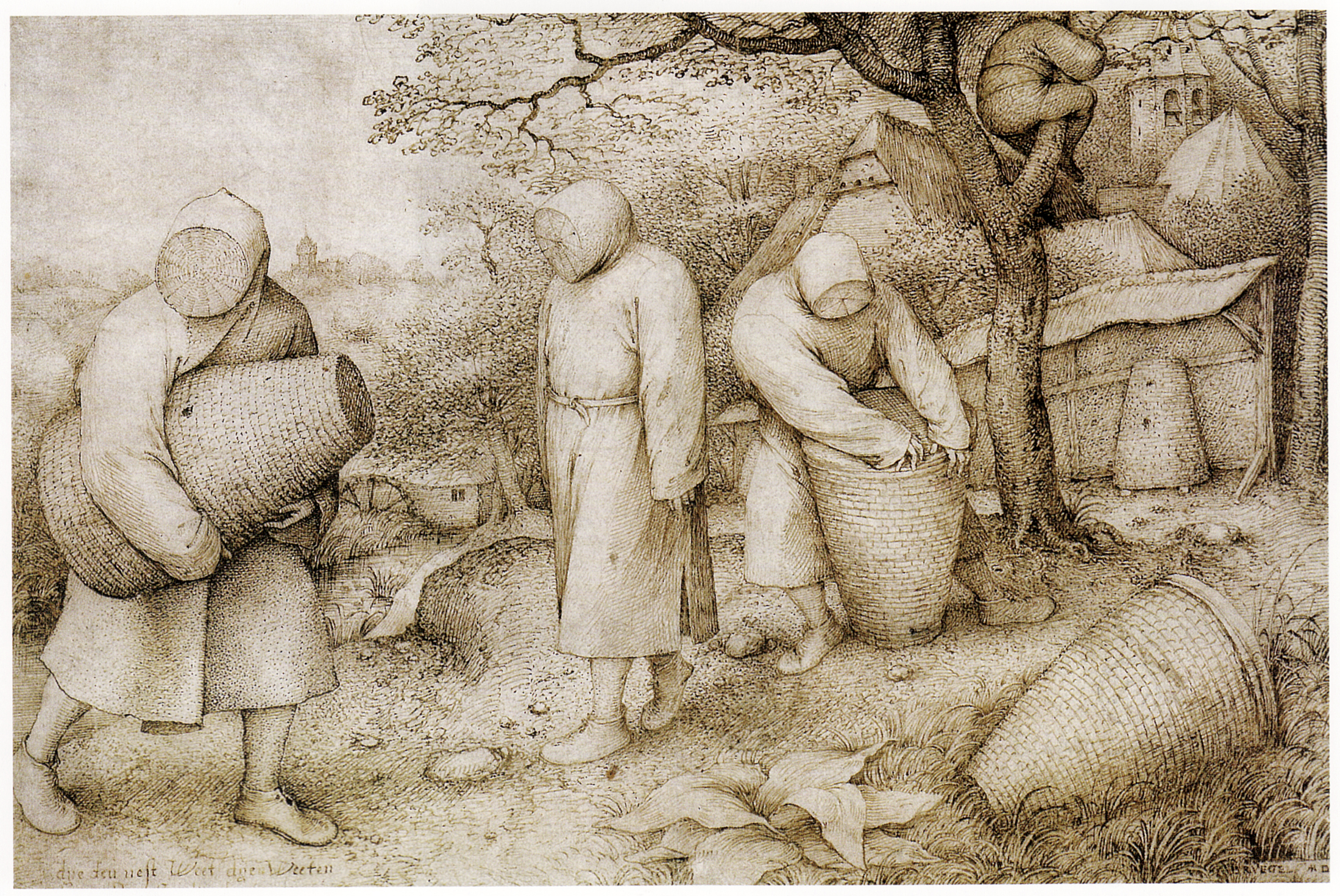
Пчеловоды. Ок. 1568. Бумага, тушь, перо. Гравюрный кабинет, Берлин
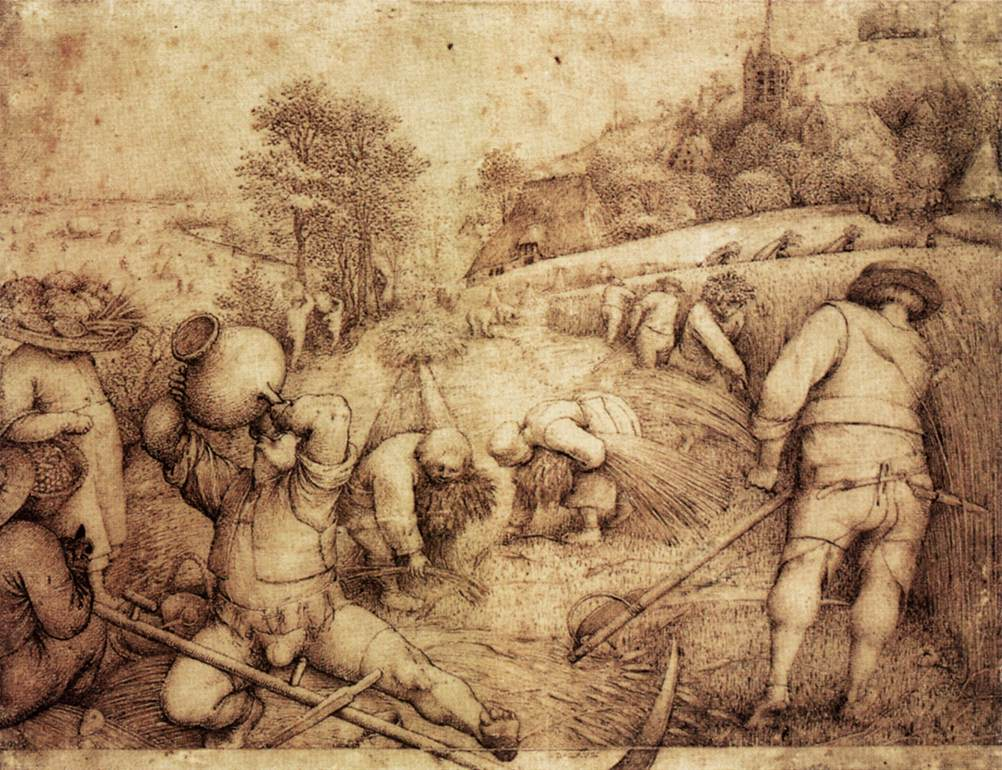
Жнецы (Лето). 1568. Бумага, тушь, перо. Кунстхалле, Гамбург
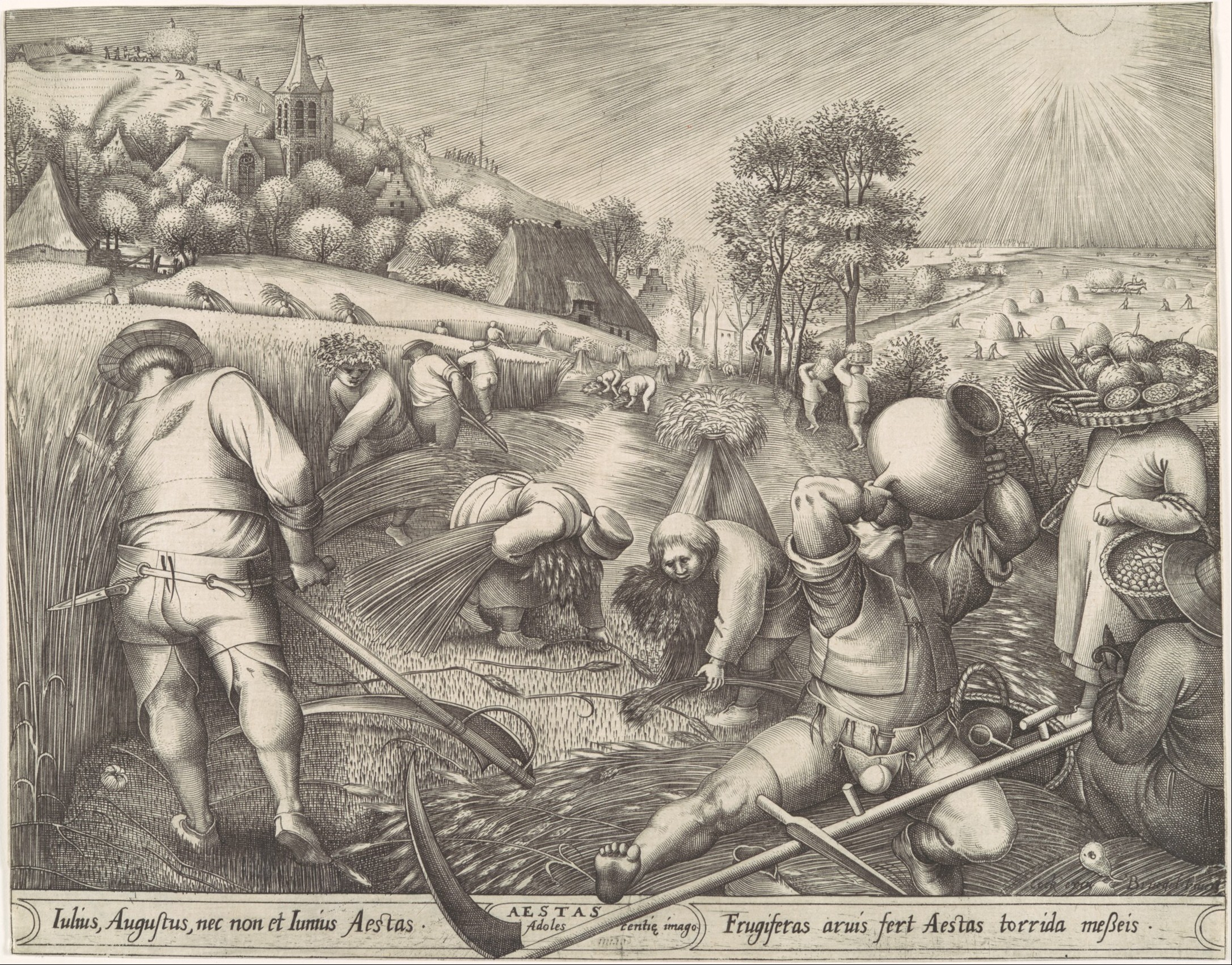
Лето. 1570. Офорт П. ван дер Хейдена по рисунку П. Брейгеля
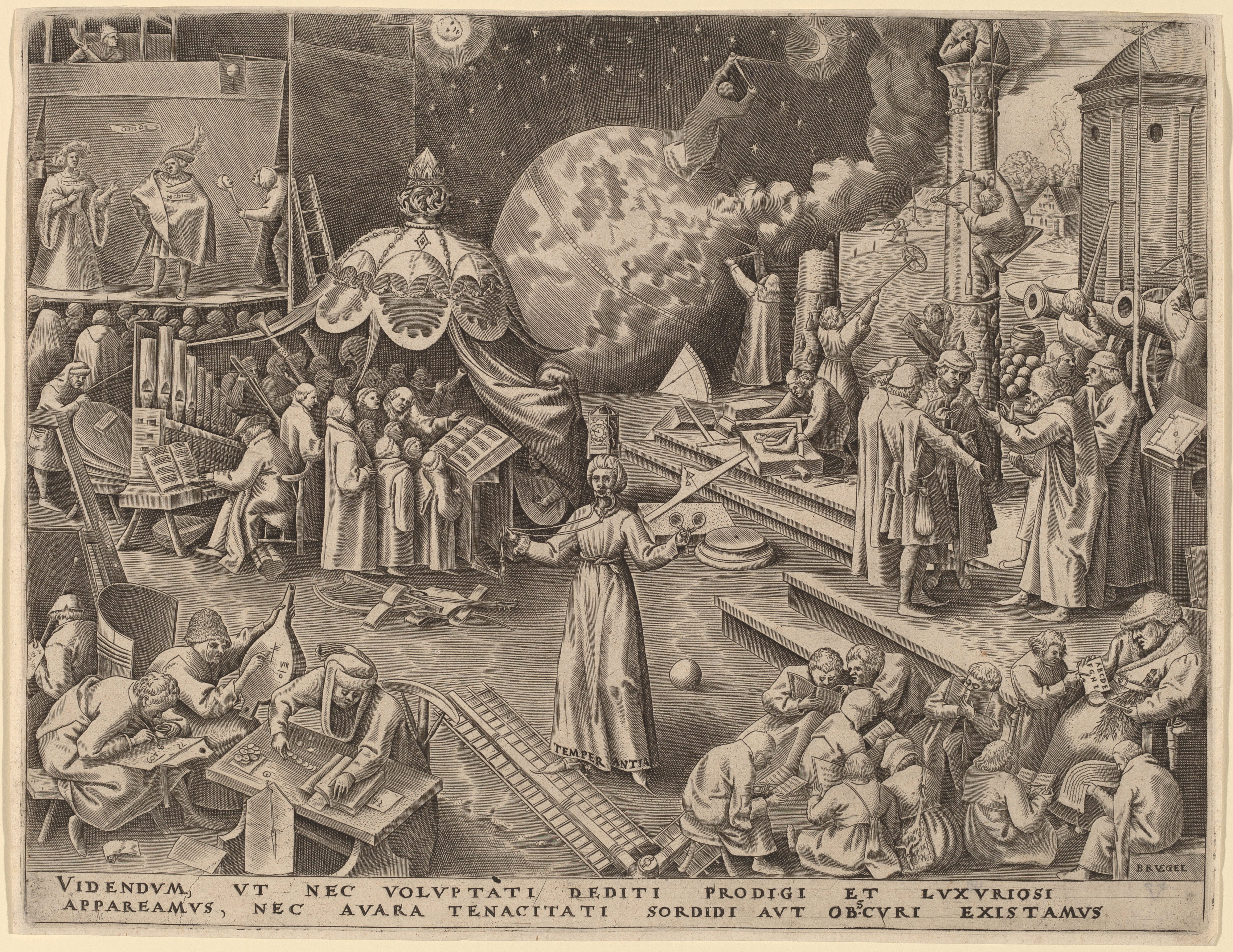
Aллегория Умеренности. 1559. Офорт Ф. Галле по рисунку П. Брейгеля
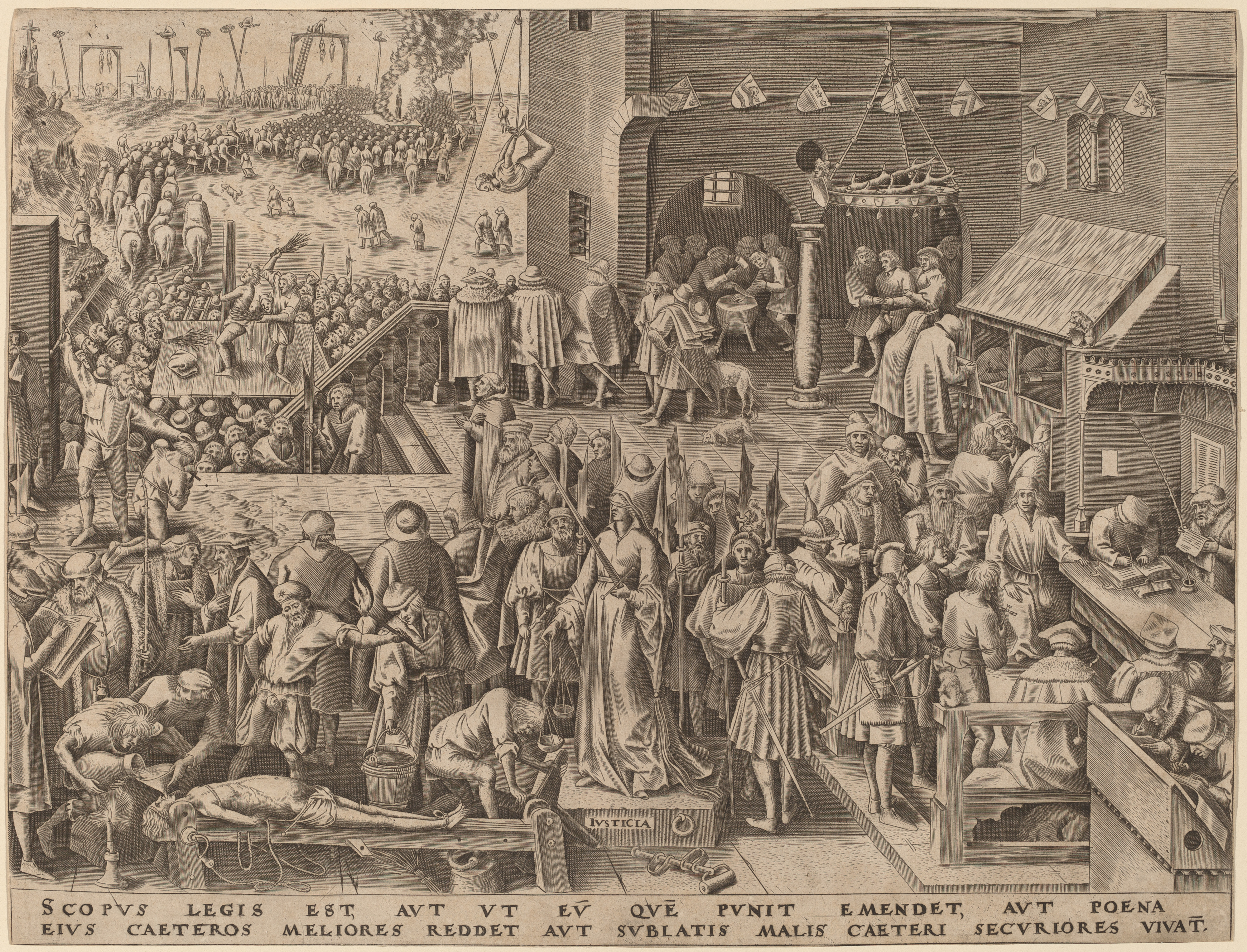
Aллегория Правосудия. 1559. Офорт Ф. Галле по рисунку П. Брейгеля
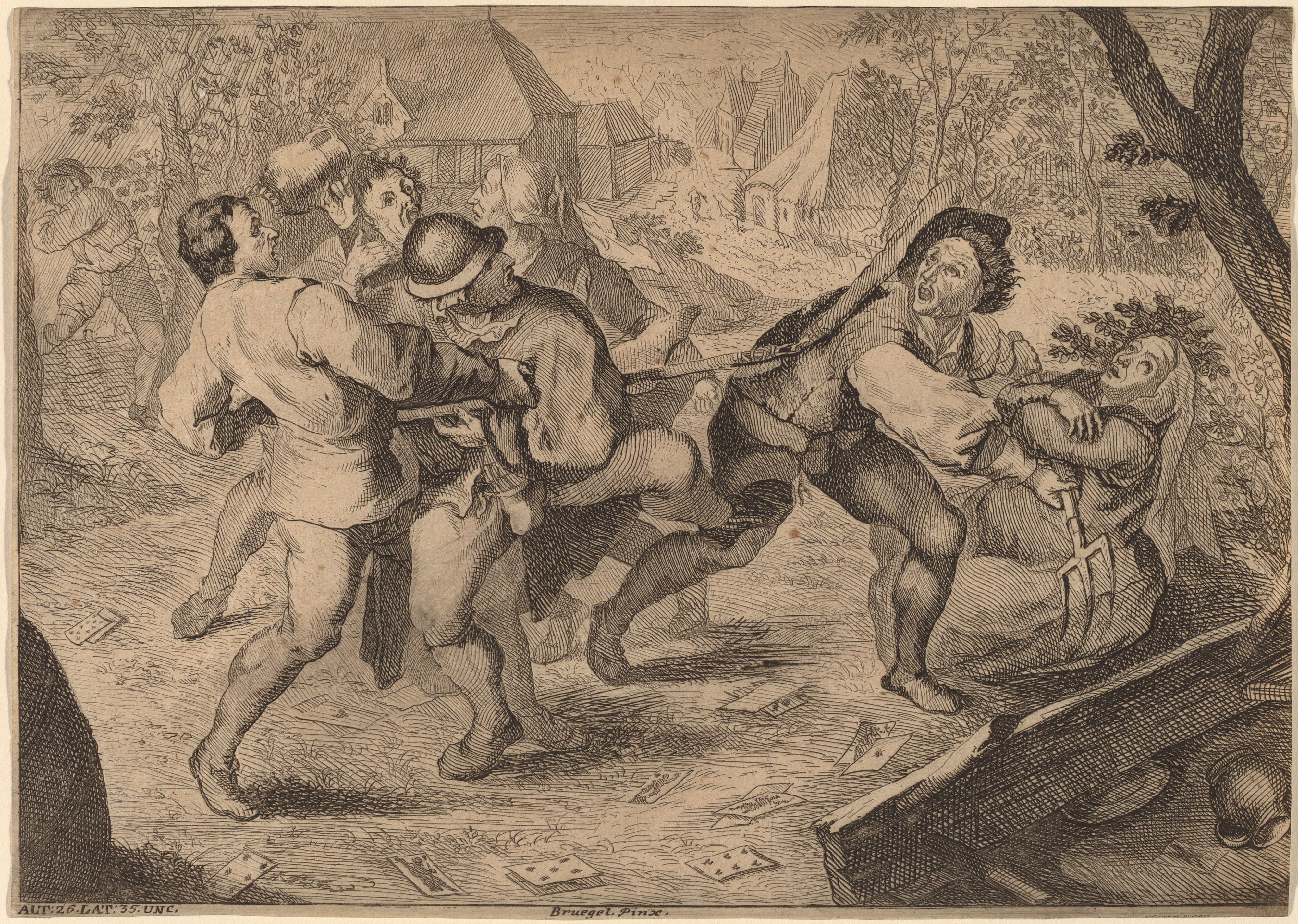
Дерущиеся крестьяне. 1728—1735. Форт А. Й. Преннера по рисунку П. Брейгеля
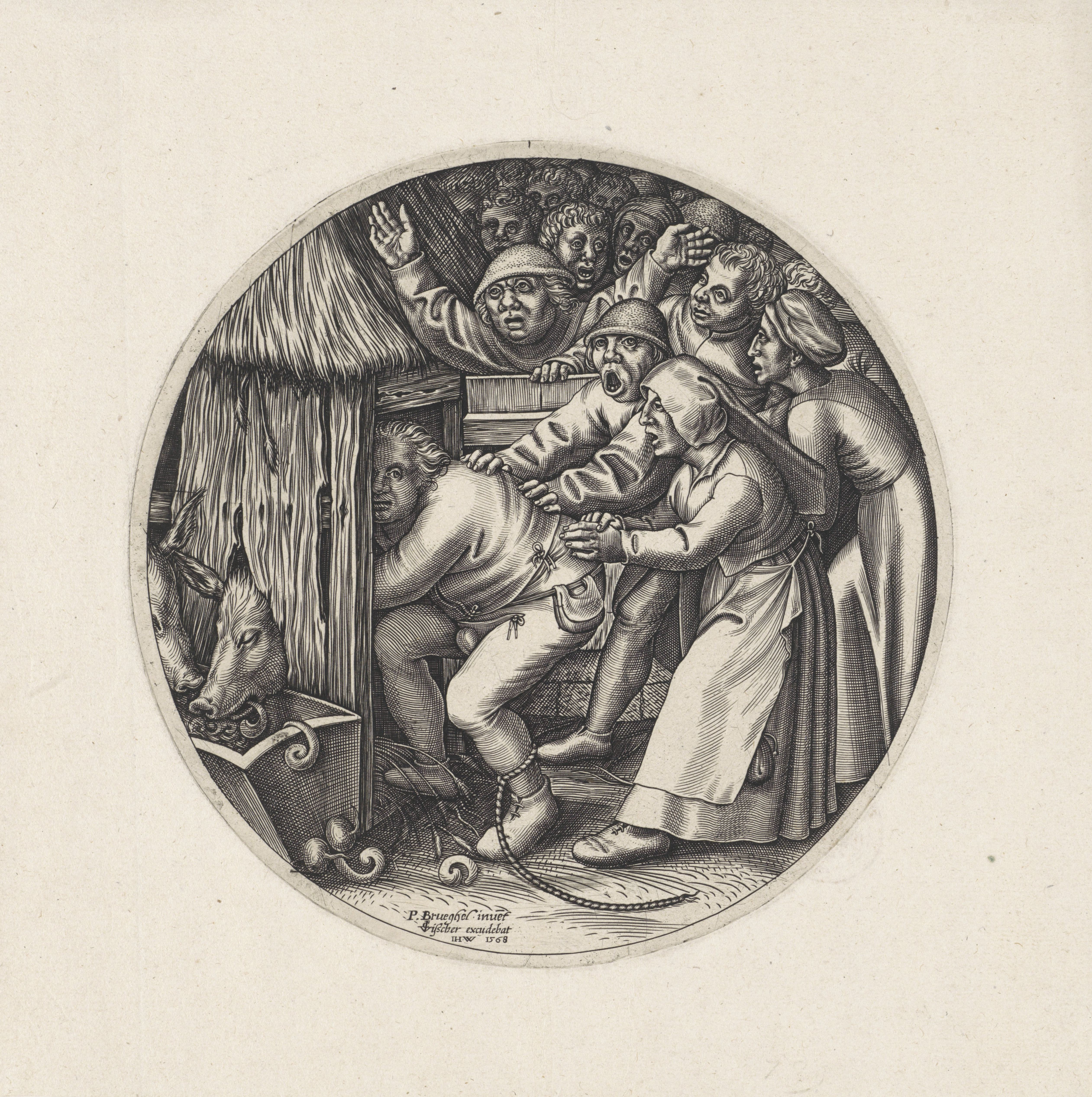
Свинья должна быть в своей комнате. 1568/ Офорт Й. Висхера по картине П. Брейгеля
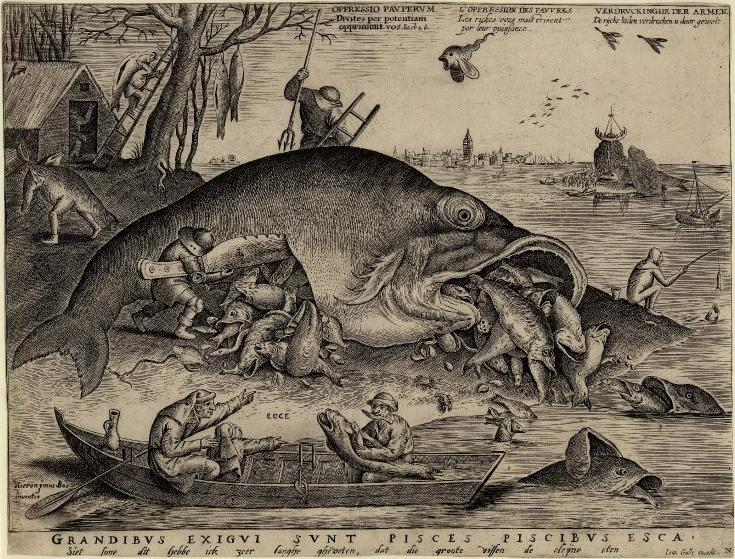
Большие рыбы поедают малых. Между 1625 и 1675. Офорт П. ван дер Хейдена по рисунку П. Брейгеля
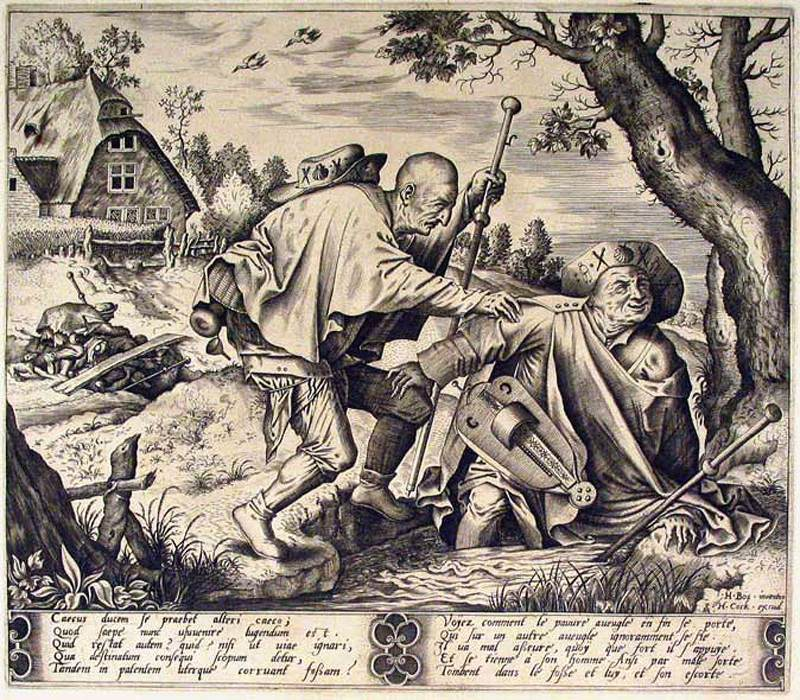
Притча о слепых. Около 1561. Офорт П. ван дер Хейдена на тему Брейгеля
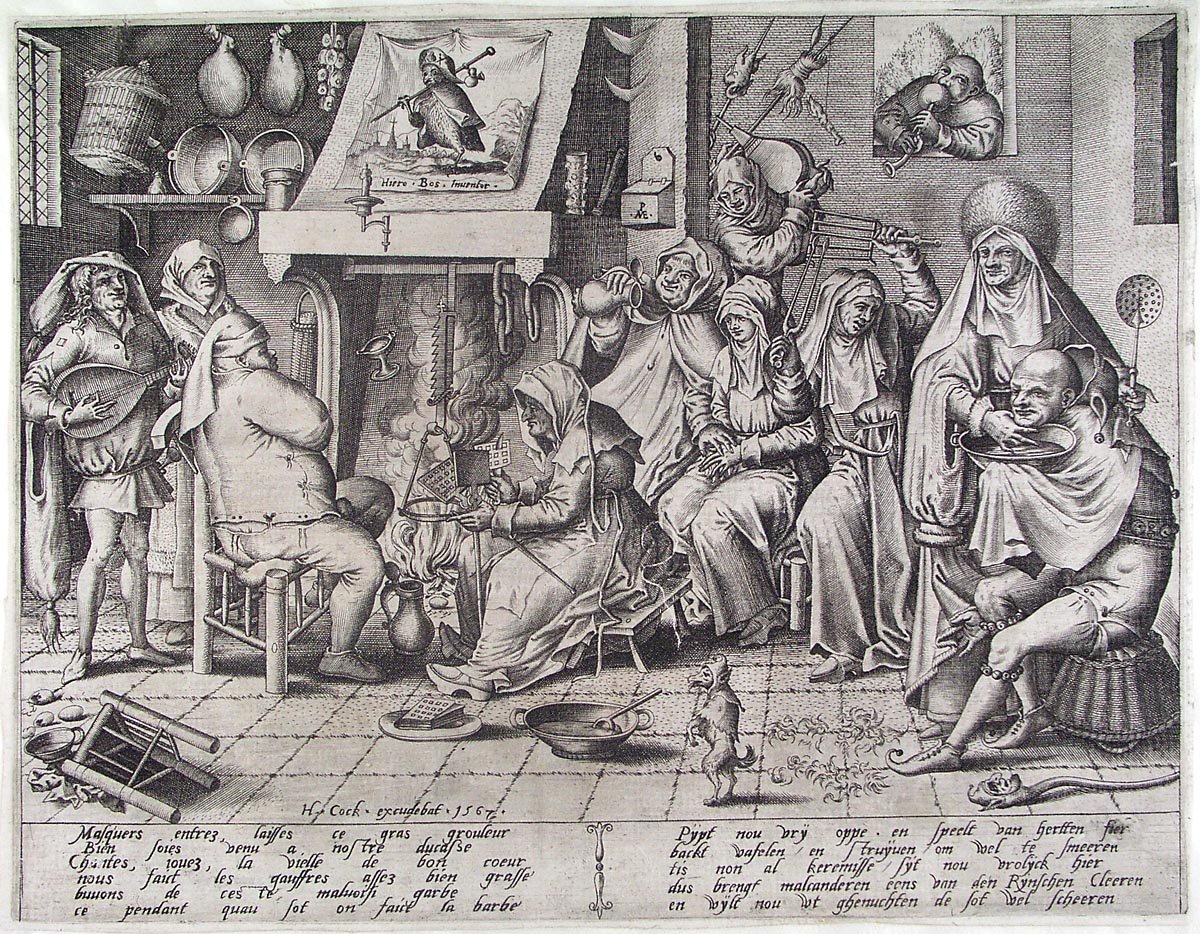
Карнавал. 1567. Офорт П. ван дер Хейдена по рисунку П. Брейгеля
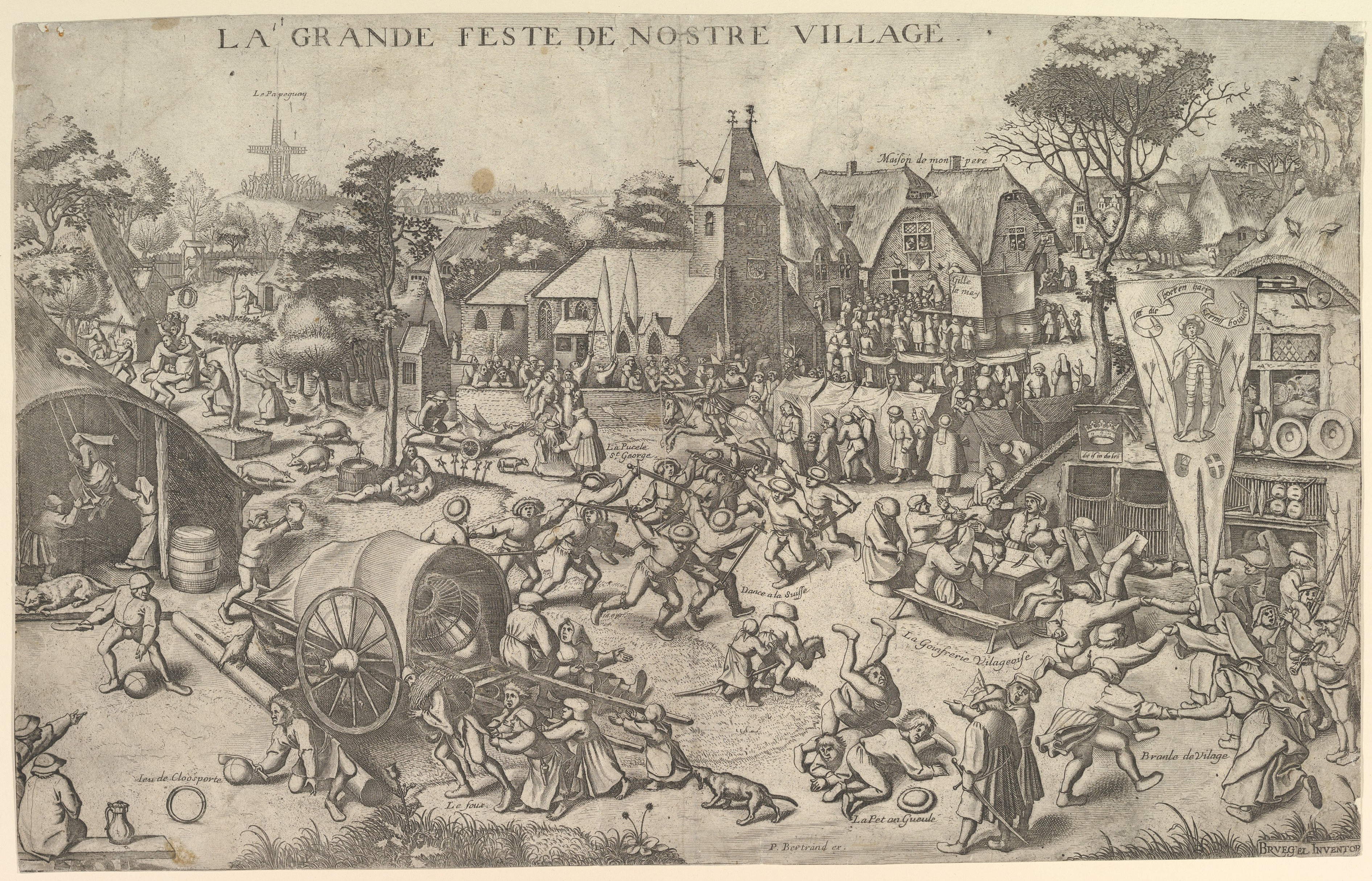
Кермес Святого Георгия. Около 1569. Офорт Иоаннеса и Лукаса ван Дутекюмов по рисунку П. Брейгеля
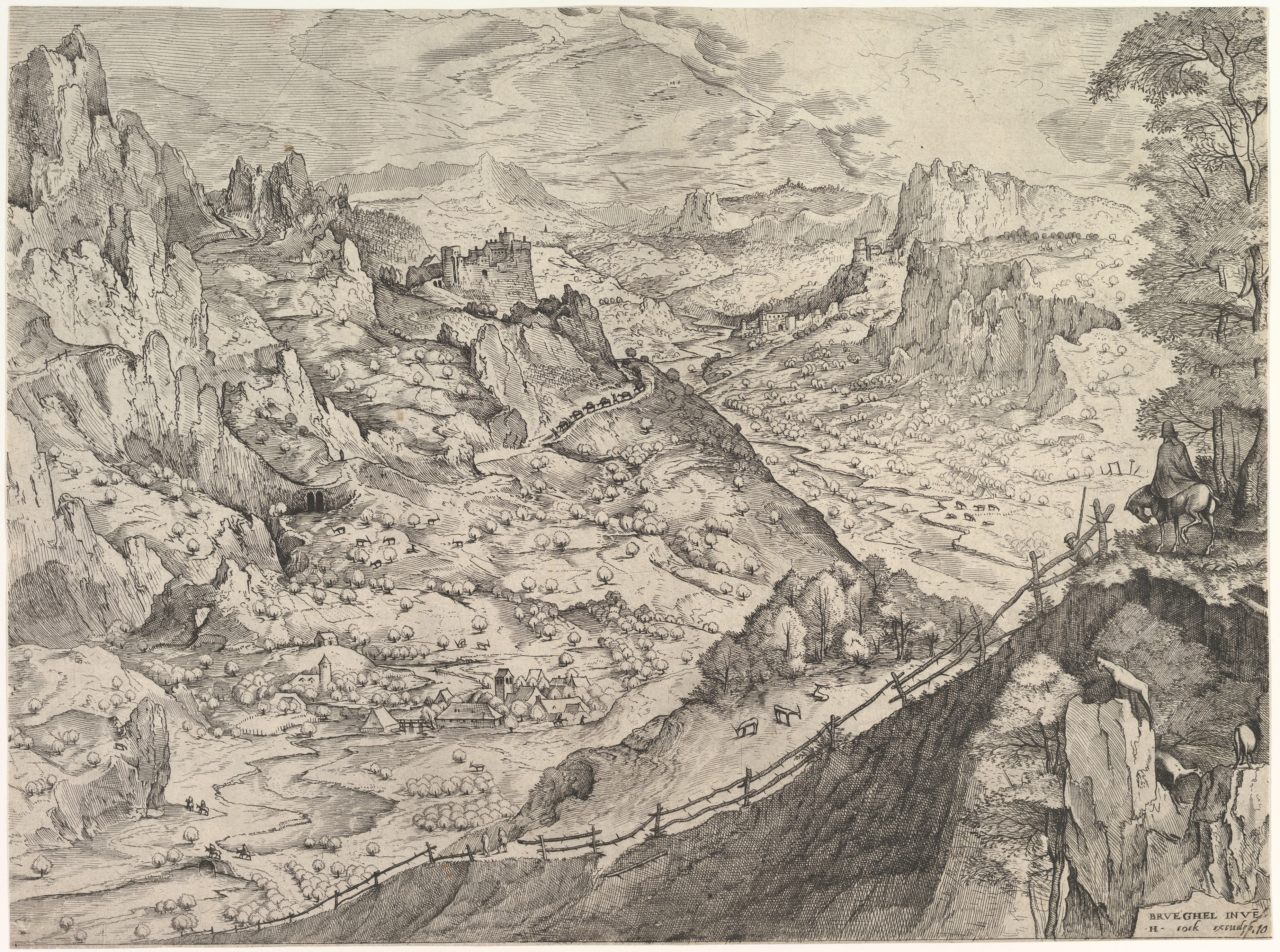
Большой альпийский пейзаж. 1555–1556. Офорт Иоаннеса и Лукаса ван Дутекюмов по рисунку П. Брейгеля
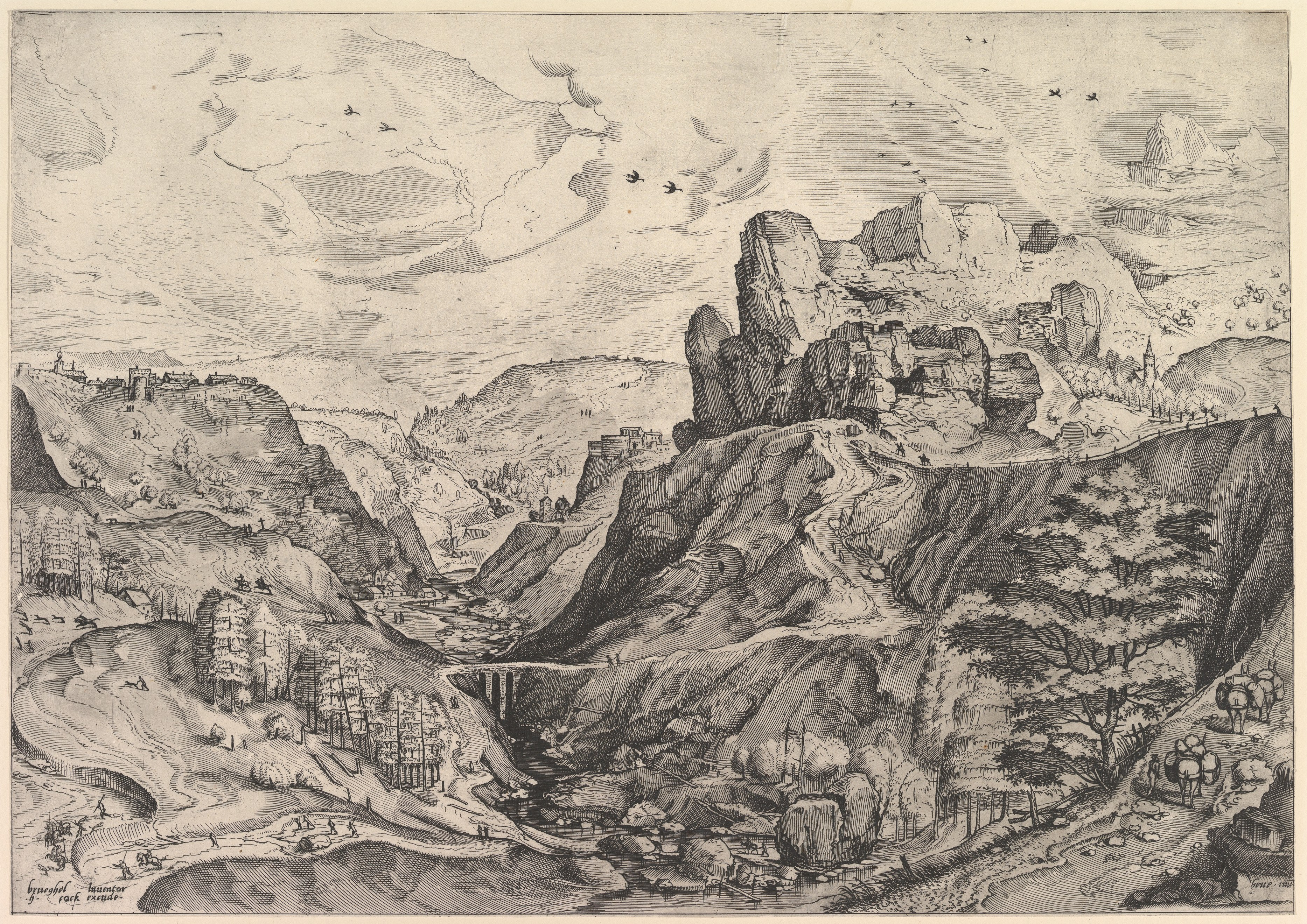
Глубокая долина в Альпах. 1555—1556. Офорт Иоаннеса и Лукаса ван Дутекюмов по рисунку П. Брейгеля
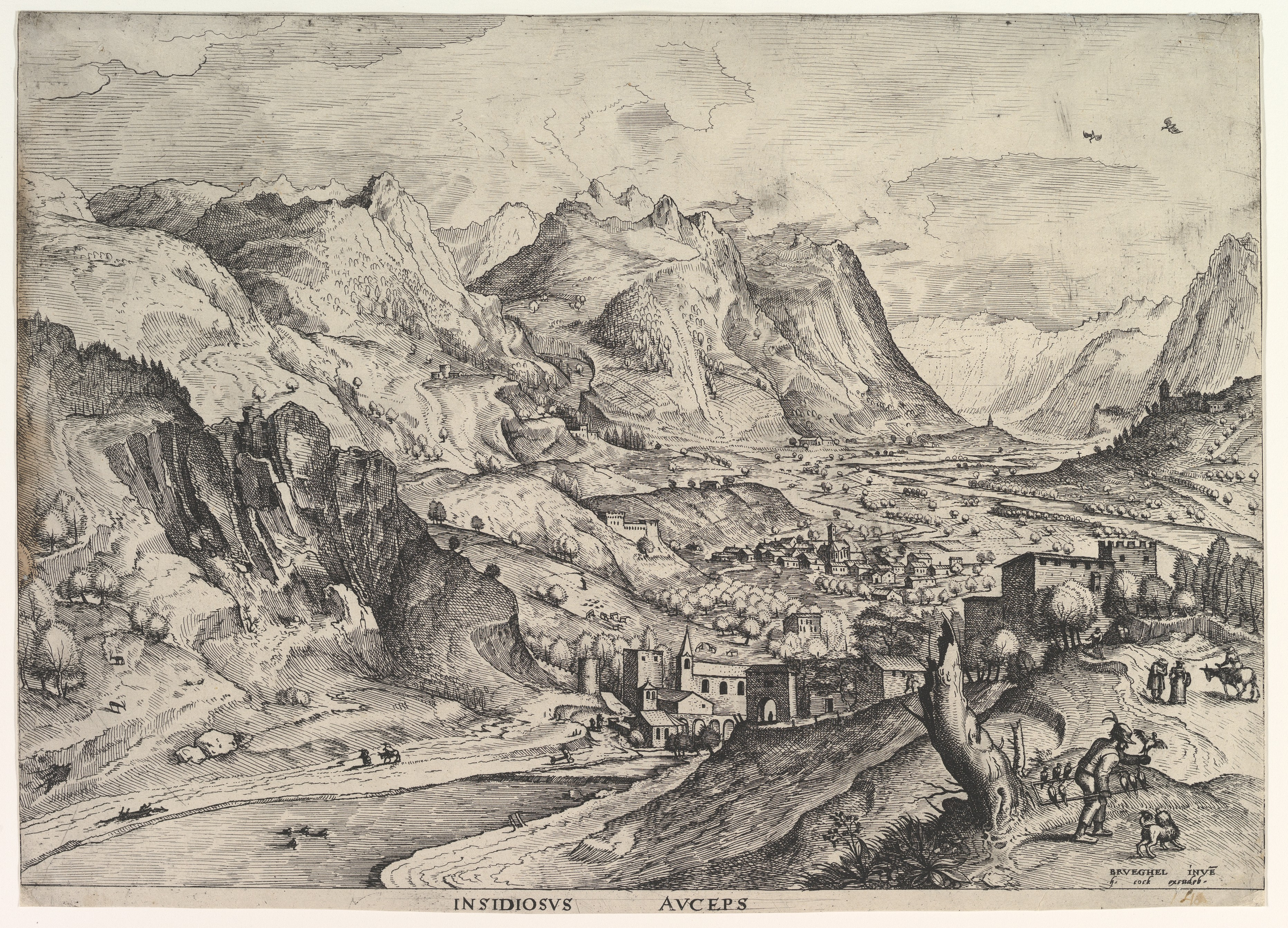
Большой пейзаж с хитрым птицеловом. 1555—1556. Офорт Иоаннеса и Лукаса ван Дутекюмов по рисунку П. Брейгеля

## Некоторые живописные произведения
Примечание. Поскольку названия картин не принадлежат Брейгелю, а условно приняты музейными работниками и историками искусства, в различных провенансах они могут различаться
- Цикл картин «Перевёрнутый мир»:
  - Битва Масленицы и Поста, 1559. Музей истории искусств, Вена
  - Детские игры, 1560. Музей истории искусств, Вена
  - Нидерландские пословицы, 1559. Берлинская картинная галерея, Берлин
- Падение Икара, 1558. Королевские музеи изящных искусств, Брюссель
- Неаполитанская гавань, 1558—1562. Галерея Дориа-Памфили, Рим
- Триумф смерти, 1562. Музей Прадо, Мадрид
- Падение мятежных ангелов (др. название: Падение восставших ангелов), 1562. Королевские музеи изящных искусств, Брюссель
- Вавилонская башня, 1563. Музей истории искусств, Вена
- Бегство в Египет, 1563. Институт искусства Курто, Лондон
- Вино на празднике Святого Мартина, 1563—1565. Мадрид[18]
- Путь на Голгофу (др. название: Несение креста), 1564. Музей истории искусств, Вена
- Самоубийство Саула, 1564. Музей истории искусств, Вена
- Поклонение волхвов, 1564. Лондонская Национальная галерея, Лондон
- Христос и женщина, уличённая в прелюбодеянии, 1565. Институт искусства Курто, Лондон
- Цикл картин «Двенадцать месяцев», сюжеты которых основаны на часослове; первоначально содержал 6 или 12 картин, из которых сохранилось только 5:
  - Охотники на снегу, 1565. Музей истории искусств, Вена
  - Возвращение стада, 1565. Музей истории искусств, Вена
  - Сенокос, 1565. Дворец Лобковица в Пражском Граде, Прага
  - Жатва, 1565. Музей Метрополитен, Нью-Йорк
  - Сумрачный день, 1565. Музей истории искусств, Вена
- Перепись в Вифлееме, 1566. Королевские музеи изящных искусств, Брюссель
- Свадебный танец, 1566. Институт искусств Детройта, Детройт
- Избиение младенцев, 1566. Музей истории искусств, Вена
- Обращение Савла, 1567. Музей истории искусств, Вена
- Страна лентяев, 1567. Старая пинакотека, Мюнхен
- Крестьянский танец, 1567. Музей истории искусств, Вена
- Крестьянская свадьба, 1568. Музей истории искусств, Вена
- Сорока на виселице, 1568. Гессенский музей, Дармштадт
- Мизантроп, 1568. Музей Каподимонте, Неаполь
- Притча о слепых (др. название: Слепые), 1568. Музей Каподимонте, Неаполь
- Калеки, 1568. Лувр, Париж

## В кинематографе
- «Мельница и крест» (Швеция, Польша, 2011). Режиссёр — Лех Маевски. В роли Питера Брейгеля — Рутгер Хауэр.

## В литературе
- «Питер Брейгель» — роман бельгийского писателя Феликса Тиммерманса (1928).
- «Одержимый» — роман английского писателя Майкла Фрейна (1999).

## Генеалогическое древо
|  |  |                                    |                                    |                                    |                                    |                                    |                                    |  |  | Питер Брейгель Старший (ок. 1525 — 1569) |                                 |                                 |                                 |                                 |                                 |  |  |               |               |               |               |               |               |  |  |                                  |                                  |                                  |                                  |                                  |                                  |  |  |  |  |  |  |  |  |
|  |  |                                    |                                    |                                    |                                    |                                    |                                    |  |  |                                          |                                 |                                 |                                 |                                 |                                 |  |  |               |               |               |               |               |               |  |  |                                  |                                  |                                  |                                  |                                  |                                  |  |  |  |  |  |  |  |  |
|  |  |                                    |                                    |                                    |                                    |                                    |                                    |  |  |                                          |                                 |                                 |                                 |                                 |                                 |  |  |               |               |               |               |               |               |  |  |                                  |                                  |                                  |                                  |                                  |                                  |  |  |  |  |  |  |  |  |
|  |  | Питер Брейгель Младший (1564—1638) | Питер Брейгель Младший (1564—1638) | Питер Брейгель Младший (1564—1638) | Питер Брейгель Младший (1564—1638) | Питер Брейгель Младший (1564—1638) | Питер Брейгель Младший (1564—1638) |  |  | Ян Брейгель Старший (1568—1625)          | Ян Брейгель Старший (1568—1625) | Ян Брейгель Старший (1568—1625) | Ян Брейгель Старший (1568—1625) | Ян Брейгель Старший (1568—1625) | Ян Брейгель Старший (1568—1625) |  |  | Мари Брейгель | Мари Брейгель | Мари Брейгель | Мари Брейгель | Мари Брейгель | Мари Брейгель |  |  |                                  |                                  |                                  |                                  |                                  |                                  |  |  |  |  |  |  |  |  |
|  |  | Питер Брейгель Младший (1564—1638) | Питер Брейгель Младший (1564—1638) | Питер Брейгель Младший (1564—1638) | Питер Брейгель Младший (1564—1638) | Питер Брейгель Младший (1564—1638) | Питер Брейгель Младший (1564—1638) |  |  | Ян Брейгель Старший (1568—1625)          | Ян Брейгель Старший (1568—1625) | Ян Брейгель Старший (1568—1625) | Ян Брейгель Старший (1568—1625) | Ян Брейгель Старший (1568—1625) | Ян Брейгель Старший (1568—1625) |  |  | Мари Брейгель | Мари Брейгель | Мари Брейгель | Мари Брейгель | Мари Брейгель | Мари Брейгель |  |  |                                  |                                  |                                  |                                  |                                  |                                  |  |  |  |  |  |  |  |  |
|  |  |                                    |                                    |                                    |                                    |                                    |                                    |  |  |                                          |                                 |                                 |                                 |                                 |                                 |  |  |               |               |               |               |               |               |  |  |                                  |                                  |                                  |                                  |                                  |                                  |  |  |  |  |  |  |  |  |
|  |  | Амбросий Брейгель (1617—1675)      | Амбросий Брейгель (1617—1675)      | Амбросий Брейгель (1617—1675)      | Амбросий Брейгель (1617—1675)      | Амбросий Брейгель (1617—1675)      | Амбросий Брейгель (1617—1675)      |  |  | Ян Брейгель Младший (1601—1678)          | Ян Брейгель Младший (1601—1678) | Ян Брейгель Младший (1601—1678) | Ян Брейгель Младший (1601—1678) | Ян Брейгель Младший (1601—1678) | Ян Брейгель Младший (1601—1678) |  |  | Анна Брейгель | Анна Брейгель | Анна Брейгель | Анна Брейгель | Анна Брейгель | Анна Брейгель |  |  | Давид Тенирс Младший (1610—1690) | Давид Тенирс Младший (1610—1690) | Давид Тенирс Младший (1610—1690) | Давид Тенирс Младший (1610—1690) | Давид Тенирс Младший (1610—1690) | Давид Тенирс Младший (1610—1690) |  |  |  |  |  |  |  |  |
|  |  | Амбросий Брейгель (1617—1675)      | Амбросий Брейгель (1617—1675)      | Амбросий Брейгель (1617—1675)      | Амбросий Брейгель (1617—1675)      | Амбросий Брейгель (1617—1675)      | Амбросий Брейгель (1617—1675)      |  |  | Ян Брейгель Младший (1601—1678)          | Ян Брейгель Младший (1601—1678) | Ян Брейгель Младший (1601—1678) | Ян Брейгель Младший (1601—1678) | Ян Брейгель Младший (1601—1678) | Ян Брейгель Младший (1601—1678) |  |  | Анна Брейгель | Анна Брейгель | Анна Брейгель | Анна Брейгель | Анна Брейгель | Анна Брейгель |  |  | Давид Тенирс Младший (1610—1690) | Давид Тенирс Младший (1610—1690) | Давид Тенирс Младший (1610—1690) | Давид Тенирс Младший (1610—1690) | Давид Тенирс Младший (1610—1690) | Давид Тенирс Младший (1610—1690) |  |  |  |  |  |  |  |  |
|  |  |                                    |                                    |                                    |                                    |                                    |                                    |  |  |                                          |                                 |                                 |                                 |                                 |                                 |  |  |               |               |               |               |               |               |  |  |                                  |                                  |                                  |                                  |                                  |                                  |  |  |  |  |  |  |  |  |
|  |  |                                    |                                    |                                    |                                    |                                    |                                    |  |  | Абрахам Брейгель (1631—1697)             |                                 |                                 |                                 |                                 |                                 |  |  |               |               |               |               |               |               |  |  |                                  |                                  |                                  |                                  |                                  |                                  |  |  |  |  |  |  |  |  |